# Lycium distichum
Lycium distichum ist eine Pflanzenart aus der Gattung der Bocksdorne (Lycium) in der Familie der Nachtschattengewächse (Solanaceae).

## Beschreibung
Lycium distichum ist ein kräftiger, aufrecht wachsender Strauch, der Wuchshöhen von 1,5 bis 2 m erreicht. Die Laubblätter sind behaart, 3 bis 15 mm lang und 2 bis 6,5 mm breit.
Die Blüten sind zwittrig und vier- oder fünfzählig. Der Kelch ist glockenförmig und behaart. Die Kelchröhre wird 1 bis 2 mm lang und ist mit 1 bis 3 mm langen Kelchzipfeln besetzt. Die Krone ist spreizend und weiß und hell-lila gefärbt. Die Kronröhre wird 10,5 bis 16 mm lang, die Kronlappen 1,5 bis 2,4 mm. Die unteren 2 bis 4 mm der Basis der Staubfäden ist behaart.
Die Früchte sind orange oder rote, eiförmige Beeren, die eine Länge von 5 mm und eine Breite von 4,5 mm erreichen. Sie enthalten je Fruchtknotenfach drei bis sieben Samen.

## Vorkommen
Die Art kommt in den chilenischen Provinzen Arequipa und Tarapacá sowie in Peru vor.

## Belege
- J.S. Miller und R.A. Levin: Lycium distichum. In: Project Lycieae